# Hypsiboas punctatus
La rana punteada (Hypsiboas punctatus) es una especie de anfibios de la familia Hylidae. Habita en Argentina, Bolivia, Brasil, Colombia, Ecuador, Guayana Francesa, Guayana, Paraguay, Perú, Surinam, Trinidad y Tobago y Venezuela.
Sus hábitats naturales incluyen bosques tropicales o subtropicales secos, pantanos tropicales o subtropicales, montanos húmedos, pantanos, marismas de agua dulce, corrientes intermitentes de agua, jardines rurales, áreas urbanas y zonas previamente boscosas ahora muy degradadas Su supervivencia no está en peligro según la IUCN.